# キング・パーソンズ
"アイスマン" キング・パーソンズ（"Iceman" King Parsons、本名：King Bailey Parsons Jr. 、1950年6月11日 - ）は、アメリカ合衆国の元プロレスラー。ミズーリ州セントルイス出身のアフリカ系アメリカ人。
全盛時の1980年代はテキサス州ダラスを主戦場に、主にベビーフェイスのポジションで活動した。卓越したマイクパフォーマンスのスキルを有し、「弱虫」を意味する "Rooty Poot" など、WWEのザ・ロックに先駆けるオリジナルのキャッチフレーズを様々に生み出した。

## 来歴
日本プロレスと全日本プロレスに来日経験のあるニック・コザックのトレーニングを受け、1979年にテキサスのヒューストンにてデビュー。その後、太平洋岸北西部のパシフィック・ノースウエスト・レスリングにて黒人レスラーの先輩ロッキー・ジョンソンとタッグチームを結成、1981年11月28日にバディ・ローズ&スタン・スタージャックを破り、NWAパシフィック・ノースウエスト・タッグ王座を奪取している。1982年はジム・クロケット・ジュニア主宰のMACWに参戦、ポークチョップ・キャッシュと組んでドン・カヌードル&ジム・ネルソンのPVT'sとNWAミッドアトランティック・タッグ王座を争った。
1983年より古巣のテキサスに戻り、フリッツ・フォン・エリックが主宰するダラスのWCCW（WCWA）に定着。ショーマン派のベビーフェイスとして活躍し、1983年3月28日にトラ・ヤツこと谷津嘉章からTV王座を奪取、以降もキラー・ブルックスやジョン・テータムを破り、同王座を通算4回獲得している。1983年10月7日には、ハーリー・レイスが保持していたNWA世界ヘビー級王座に挑戦。スポット参戦したアンドレ・ザ・ジャイアントのタッグパートナーにも起用され、カマラ&ミッシング・リンクなどのチームと対戦した。
1984年にはロックンローラー・ギミックのバック・ズモフとロックン・ソウル（Rock 'n' Soul）なる白人と黒人の混成タッグチームを組み、スーパー・デストロイヤー1号&2号とNWAアメリカン・タッグ王座を争っている。1985年7月5日にはクリス・アダムスを下し、ダラス地区のフラッグシップ・タイトルだったNWAアメリカン・ヘビー級王座（後のWCWA世界ヘビー級王座）を獲得、11月4日にリック・ルードに敗れるまで戴冠した。
1986年に一時ダラスを離れ、サンアントニオのテキサス・オールスター・レスリングやビル・ワット主宰のUWFを転戦した後、1987年の末よりWCWAに復帰。ブラックバード（Blackbird）と名乗ってヒールのポジションに回り、マイケル・ヘイズと仲間割れしたファビュラス・フリーバーズのテリー・ゴディ&バディ・ロバーツと合体。ザ・ブラックバーズなる新ユニットを結成してヘイズおよびケビン&ケリー・フォン・エリックと抗争を繰り広げ、1988年3月25日にはケリーからWCWA世界ヘビー級王座を奪取した。
WCWAの活動停止後はUSWAやハーブ・エイブラハム派UWFを経て、1992年よりダラスの新団体GWFに参戦。アクション・ジャクソンをパートナーにブラックバーズを再編し、スティービー・レイ&ブッカー・Tのエボニー・エクスペリエンスとGWFタッグ王座を争った。
引退後もテキサスのインディー団体にゲスト出場しており、2005年にはデントンのXCW（Xtreme Championship Wrestling）に登場、かつての相棒アクション・ジャクソンと対戦した。

## 得意技
- バット・バンプ（Butt Bump）（ジャンピング・ヒップ・アタック）
- ドロップキック
- ダイビング・クロス・ボディ
- ジャンピング・クローズライン
- ヘッドバット
- ジャブ

## 獲得タイトル
WCCW / WCWA
- NWAアメリカン・ヘビー級王座：1回[12]
- NWAアメリカン・タッグ王座：3回（w / ブライアン・アディアス、バック・ズモフ×2）[11]
- WCCW TV王座：4回[7]
- WCWAテキサス・ヘビー級王座：1回[16]
- WCWA世界ヘビー級王座：1回[14]
- WCWA世界タッグ王座：1回（w / テリー・テイラー）[17]
- WCWA世界6人タッグ王座：1回（w / テリー・ゴディ&バディ・ロバーツ）[13]

パシフィック・ノースウエスト・レスリング
- NWAパシフィック・ノースウエスト・タッグ王座：1回（w / ロッキー・ジョンソン）[5]

ミッドアトランティック・チャンピオンシップ・レスリング
- NWAミッドアトランティック・タッグ王座：1回（w / ポークチョップ・キャッシュ）[6]

テキサス・オールスター・レスリング
- USAタッグ王座：2回（w / タイガー・コンウェイ・ジュニア）[18]

グローバル・レスリング・フェデレーション
- GWF北米ヘビー級王座：1回[19]
- GWFタッグ王座：2回（w / アクション・ジャクソン）[15]